# George Archibald McTavish
Pour les articles homonymes, voir McTavish.
George Archibald McTavish (14 décembre 1856- après 1893) est un homme politique canadien de la Colombie-Britannique. Il est député provincial indépendant de la circonscription britanno-colombienne de Victoria de élection partielle en 1882 à 1886.

## Biographie
Né à New York, McTavish étudie sur place avant de s'établir en Colombie-Britannique à l'âge de 16 ans. En 1877, il marie Catherine Amelia Helmcken, fille du docteur John Sebastian Helmcken et petite-fille du gouverneur James Douglas. Il sert comme président de la British Columbia Agricultural Association et travaille comme producteur de grains, fleuriste et éleveur de bétail. Il fait l'acquisition d'une vaste ferme à North Saanich, mais s'établit ensuite à Esquimalt après son mariage. Il est également membre fondateur du Victoria Yacht Club.
Après avoir siégé à l'Assemblée législative de la Colombie-Britannique, il siège au conseil municipal de Victoria. Au printemps 1893, il quitte pour une excursion dans la région de l'Intérieur, mais il ne sera plus jamais revu par la suite.